# یوهان دیهانیش
یوهان دیهانیش (آلمانی: Johann Dihanich؛ زادهٔ ۲۴ اکتبر ۱۹۵۸) بازیکن فوتبال اهل اتریش بود.
از باشگاه‌هایی که در آن بازی کرده‌است می‌توان به باشگاه فوتبال لاسک، باشگاه فوتبال گراتس، و باشگاه فوتبال آستریا وین اشاره کرد.
وی همچنین در تیم ملی فوتبال اتریش بازی کرده‌است.